# Durijan
Durijan (lat. Durio zibethinus), durijan, je drvo iz porodice hibiskusa ili sljeza (Malvaceae) i njegov veliki jestivi plod. Durian se uzgaja u Indoneziji, Filipinima, Maleziji i južnom Tajlandu i rijetko se izvozi. Iako durijan ima blagi slatki okus, ima i oštar miris, koji se uspoređuje s mirisom Limburger sira; zbog toga je voće u nekim mjestima zabranjeno u javnom prijevozu. Pulpa poput kreme može se jesti u različitim fazama zrelosti i koristi se u raznim slatkim i slanim jelima. Sjemenke se mogu jesti i pečene.

## Opis
Stablo ima duguljasto suženo lišće, zaobljeno pri dnu, i žućkasto zelene cvjetove koji se nalaze duž starijih grana. Plod je sferičan i promjera 15 do 20 cm (6 do 8 inča). Ima tvrdu vanjsku ljusku, ili ljusku, prekrivenu čvrstim bodljama i sadrži pet ovalnih odjeljaka, od kojih je svaki ispunjen pulpom krem boje u koju je ugrađeno jedno do pet sjemenki veličine kestena. Zrele plodove jedu mnoge životinje i važan su dio lokalnih ekosustava.

## Galerija
- D. zibethinus, stablo
- D. zibethinus, deblo
- D. zibethinus
- D. zibethinus, cvijet
- D. zibethinus, plod
- D. zibethinus, plod